# Pegusa
Pegusa es un género de peces de la familia Soleidae, del orden Pleuronectiformes. Este género marino fue descrito científicamente en 1862 por Albert Günther.

## Especies
Especies reconocidas del género:
- Pegusa cadenati Chabanaud, 1954
- Pegusa impar (E. T. Bennett, 1831)
- Pegusa lascaris (A. Risso, 1810)
- Pegusa nasuta (Pallas, 1814)
- Pegusa triophthalma (Bleeker, 1863)